# نوگوران
نوگوران روستایی ساحلی و قدیمی است که در سال ۱۳۹۲ به شهر باغشاد تبدیل شد.
نوگوران در شهرستان لنجان که در ۵۰ کیلومتری جنوب غربی اصفهان در خط ساحلی زاینده رود قرار دارد.
نوگوران در نزدیکی اثر تاریخی پل کله واقع شده و دارای طبیعت زیبا می‌باشد.

## پیشینه
روستای نوگوران از ابتدایی‌ترین روستاهای تشکیل شده در مجاورت رودخانهٔ زاینده رود و یکی از
قدیمی‌ترین روستاهای بخش لنجانات (لنجان قدیم) می‌باشد که قدمت این روستا به هزارهٔ قبل از
میلاد و به بیش از ۲۵۰۰ سال می رسدکه بزرگ‌ترین سند تاریخی نوگوران ساخت پل کله در مجاورت این روستا و وجود بیش از ۸ برج در زمان حاضر می‌باشد.
مکان تشکیل این روستا ابتدا در محل صحرای پشت جوی فعلی بوده است که آهسته آهسته و به دلیل
گذشت زمان به سمت بالا دست رودخانه (مکان فعلی) تغییر کرده است.
از دلایل تشکیل روستا در این منطقه می‌توان به:
۱- محصور بودن روستا میان دو کوه مجاور به دلیل موقعیت ویژهٔ آن برای دیده‌بانی و تسلط داشتن
نگهبانان بر منطقه که باعث شده بود روستا از نظر امنیت در سطح بالایی قرار بگیرد.
1. قرار داشتن روستا در مسیر قافله رو اصفهان به خوزستان و بلعکس که این ویژگی اهمیت مهمی برای اقتصاد و توسعهٔ روستا داشته است.
2. پتانسیل این منطقه به دلیل داشتن خاک مرغوب و حاصل خیزش برای انجام امور کشاورزی.
3. قرار گرفتن روستا در مجاورت رودخانهٔ زاینده رود به منظور دسترسی آسان‌تر به آب و تسهیل کردن

امور زندگی اشاره کرد.
در مورد چگونگی ورود نوگورانی‌ها به این منطقه و دلایل آن نظراتی وجود دارد:
- نوگوران به معنی نوگبران است و گبران به معنی زرتشتیان و در حقیقت نوگوران یعنی نو زرتشتیان
(زرتشتیان نو - زرتشتیان تازه)
- نوگوران یعنی اینکه در قدیم نه گروه زرتشت به این منطقه نقل مکان کرده‌اند.
- در گذشته به دلیل فشار پادشاهان مبنی بر پذیرفتن دین مبین اسلام و ترک آیین زرتشت عده ای از زرتشتیان به دلیل نا امن بودن دیگر نقاط از سراسر سرزمین ایران (فارس -پیربکران
چهار محال بختیاری - یزد - کردستان و آذربایجان) به این منطقه آمده‌اند.
اما بنده به این نظرات بسنده نکردم و قلم را بر دست گرفته و پس از پرسش و تحقیقات فراوان به نتایج جدید
و جالبی دست یافتم که برای شما شرح می‌دهم:
گوران نام بزرگ‌ترین ایل شهرستان دیواندره واقع در استان کردستان است این ایل بزرگ در قدیم شامل ۸ طایفه به نام‌های:
۱- گهواره
```
۲- قلخانی اسپری
۳- قلخانی بهرامی
۴- تفنگچی
۵- طایشه ای
۶- دانیالی
۷- بی بیان
۸- نیربژی
بوده است.
```

ولی اکنون تنها ۳ طایفه این ایل بزرگ باقی مانده است و ۵ طایفهٔ دیگر آن دست به مهاجرت زده و به مناطق دیگر ایران سفر کرده‌اند.
ایل گوران فعلی شامل ۸۰۰/۶ خانواده و جمعیی بالغ بر ۴۰۰۰۰ نفر می‌باشد که ۳۵ درصد از جمعیت شهر دیواندره را به خود اختصاص داده است و کدخدای فعلی آن آقا محمد مرادی سر قلعه می‌باشد.
بر اساس این شواهد و مدارک به این نتیجه رسیدم که از آن ۵ طایفه که دست به مهاجرت زدند یکی ازآن طایفهٔ گورانی به این منطقه آمده و ساکن شده‌اند. البته قابل ذکر است که در شهرهای تبریز - قزوین - بیجار و ایلام نشانه‌هایی از گوران و گورانی وجود
دارد.

## جغرافیای نوگوران
نوگوران در ۵۰ کیلومتری جنوب غربی استان اصفهان در شهرستان لنجان واقع گردیده است.
از سمت غرب به شهر باغبادران و از سمت شرق به شهر زاینده رود و از سمت شمال به کارخانه جات صنعتی (ذوب آهن. اترک و…) و در انتها به تنگه جوزدان وشهرستان نجف آباد و از سمت جنوب به رودخانهٔ زاینده رود ختم می‌گردد.
همچنین می‌توان اشاره کرد که در سمت غرب این روستا سد آبگیر چم آسمان و در سمت شرق این روستا پل غدیر است که این پل در امتداد محور بزرگراه اصفهان-شهرکرد واقع شده است.
این روستای زیبا به موازات رودخانه زاینده رود قرار دارد وسعتی تقریبی به طول ۷ کیلومتر از کل ۳۶۰ کیلومتر طول این رودخانه را (ازمحل سرچشمه یعنی چشمه دیمه تا باتلاق گاو خونی) دربرگرفته که این ویژگی باعث گردیده اراضی کشاورزی مرغوبی داشته باشد.
همچنین این روستا دارای آب و هوایی معتدل و خنک تابستانی و سرد زمستانی می‌باشد.

## آثار تاریخی
آثار تاریخی هر منطقه نشان دهندهٔ قدمت و هویت آن و مردمانش است که روستای نوگوران از این قضیه جدا نبوده و نسبت به منطقه و شهرستان دارای آثار تاریخی مهمی می‌باشد.
- پل کله: این پل بر روی عرض رود خانهٔ خروشان زاینده رود قرار دارد و به دلیل قدمت طولانی آن تا کنون ۳ بار مورد مرمت و تعمیر قرار گرفته است این پل در سازمان میراث فرهنگی با شمارهٔ ۱۰۲۳۸ ثبت گردیده است (توضیح در قسمت پل کله)
- کاروانسرای صحرای طبس معروف به قلعه تقی در شمال روستا
- آتشکدهٔ زرتشتیان در غرب روستا (محلهٔ ملک‌آباد)
- عمارت‌های اربابی و خانه‌های قدیمی روستا
- حمام قدیمی روستا که به دلیل نوع ساختمان و گچ بری جالب رختکن‌های آن در گذشته به یکی از بهترین و زیباترین حمام‌های استان اصفهان تبدیل شده بود که به دلیل سهل انگاری و عدم آگاهی مسئولین شهری مخروبه گردیده است.
-وجود برج و باروهای روستا (بیش از ۵ برج)
- درخت کهن‌سال چنار در قسمت شرقی روستا
-وجود دالان‌های قدیمی در بافت سنتی روستا
البته شایان ذکر است یکی دیگر از اسنادی که وجود تاریخی دارد نسخه‌های تعذیه ای است که از نسل‌های گذشته دست به دست گردش کرده و امروزه در اختیار برادر عزیز ابوالفضل امینی می‌باشد که این نسخه‌ها دارای پیشینهٔ تاریخی است
مردم این روستا در گذشته همیشه چند قدمی از دیگر مردمان منطقه جلوتر بوده و با راه پیشرفت و ترقی بیشتر آشنا بوده و بهتر آن را طی می‌نمودند در این خصوص می‌توان به انگیزه و اشتیاق مردمانش
در گذشته برای علم آموزی و با سواد شدن اشاره کرد و گفتنی است که در آن زمان با همت مردمزحمتکش و با وجود مشکلات فراوان و کمی امکانات دومین دبستان در بخش ۹ اصفهان در سال ۱۳۲۸
در نوگوران با نام فخرالدین اشترجانی تأسیس گردید.
البته قبل از تأسیس دبستان در روستا از چند دهه جلوتر مکتب خانه وجود داشته است.
همچنین روستای نوگوران جزء اولین روستاهای لنجان بود که در آن مدرسهٔ راهنمایی تأسیس گردید

## محصولات کشاورزی
معروفترین محصول کشاورزی نوگوران برنج آن است که از سال‌های گذشته به عنوان مرغوب‌ترین برنج لنجانی شناخته می‌شده است و هنوز از بذر آن استفاده جهت کشت استفاده می‌شود.
بعد از برنج به و گردو دارای مرغوبیت ویژه هستند.

## مردم
مردم نوگوران در حال حاضر پارس هستند و با زبان پارسی صحبت می‌کنند.
البته در گذشته‌های دور مردمی از طایفه‌های بختیاری، کورد و اصفهان به مردمان این منطقه اضافه شده‌اند.
که در آخرین مهاجرت گروهی ساکنین روستاهای احمد آباد و قلعه ترکی در سال‌های پیش به اینجا مهاجرت کرده و در حال حاضر در محله ترک نشین نوگوران ساکن هستند.
نوگوران در عصر معاصر به دلیل وجود افراد مذهبی و مؤمن به دارالمومنین معروف بوده است.
شغل اصلی مردم نوگوران در گذشته دامداری و کشاورزی و کشت برنج بوده است ولی در حال حاضر با وجود داشتن افراد معروف در رشته‌های پزشکی و دانشگاهی در داخل و خارج از کشور (که اکثراً مهاجرت کرده‌اند) اما ساکنین فعلی نوگوران با بیش از ۲۰۰۰ دستگاه کامیون به شغل کامیون داری و رانندگی مشغول هستند.